# Deportees
Deportees är ett svenskt band från Vindeln och Umeå som består av Peder Stenberg (sång), Anders Stenberg (gitarr), Thomas Hedlund (trummor). Tidigare var även Mattias Lidström (klaviatur) medlem.

## Historia
Bandet bildades 2003 när medlemmarna hyrde en studio för att spela in ett par låtar de förberett, bland annat debutsingeln Arrest Me 'til it Hurts – en säregen låt med influenser av pop, funk, country och, inte minst, Prince. Singeln skapade ett stort intresse både bland lyssnare och kritiker och följdes upp av den första fullängds-CD:n All Prayed Up som släpptes 24 oktober 2004. Skivan nominerades till två svenska Grammisar, för bästa nya artist och bästa popgrupp.
Efter ett år av turnerande i Sverige och även ett besök i USA inledde de ett samarbete med producenterna Pelle Gunnerfeldt och Björn Yttling, som våren 2006 resulterade i en ny singel, Damaged Goods. 27 september 2006 släpptes bandets andra album, som även det följts av turnerande i Sverige, men också av spelningar i Storbritannien och Irland som förband till det franska bandet Phoenix.
Bandet släppte en ny singel Under the Pavement – The Beach i mars 2009, vilken spelades flitigt på P3. Deportees tredje album Under the Pavement - The Beach, producerat av Måns Lundberg, släpptes den 27 maj 2009. Bandet hade sin turnépremiär inför albumsläppet den 9 maj 2009 på Debaser Medis. Deportees vann 2010 P3 Guld i kategorin Årets pop, och två år senare även Årets grupp.
Den 19 oktober 2011 släppte de sitt fjärde album i Sverige Islands & Shores.
Den 9 oktober 2015 släpptes albumet "The Big Sleep".
Någon gång mellan 2015 och 2019 slutade Mattias Lidström att vara medlem i bandet.
Den 8 mars 2019 släpptes singeln "Bright Eyes" som kom att följas av EP:n "Re-dreaming" den 17 maj. Den 11 oktober 2019 släpptes det sjätte albumet "All Future".

## Diskografi

### Album
- 2004 – All Prayed Up
- 2006 – Damaged Goods
- 2009 – Under the Pavement - The Beach
- 2011 – Islands & Shores
- 2015 – The Big Sleep
- 2019 – All Future
- 2023 – People Are A Foreign Country